# Liturgusa lichenalis
Liturgusa lichenalis är en bönsyrseart som beskrevs av Gerstaecker 1889. Liturgusa lichenalis ingår i släktet Liturgusa och familjen Liturgusidae. Inga underarter finns listade i Catalogue of Life.